# Rue Fouré
La rue Fouré est une voie de Nantes, en France.

## Situation et accès
Située dans le centre-ville de Nantes, et sur la partie est de l'ancienne île Gloriette, appelée « prairie de la Madeleine  », la voie relie l'avenue Carnot, au débouché sud du pont de la Rotonde, au quai Magellan. Bitumée, ouverte à la circulation, cette artère rectiligne de 600 mètres est la plus longue voie du quartier du « Champ de Mars ».
Sur son tracé, elle rencontre successivement les rues Émile-Masson, Émile-Péhant, de Jemmapes, Monteil, de Colmar, de Saverne, Baron, de Rieux et Pérelle.

## Origine du nom
Elle rend hommage à Julien-Anne Fouré, médecin né à Nantes le 15 juillet 1769 et mort le 1er novembre 1855, directeur de l'école de médecine de la ville.

## Historique
La voie est ouverte entre 1850 et 1860, au moment de l'urbanisation du quartier environnant, sur la « prairie de la Madeleine » et reçoit son appellation le 31 décembre 1856.
Au no 25 de la rue, la porte cochère est décorée d'ornements sculptés, et porte l'inscription du premier propriétaire, « F. Perraud sculpteur » (ainsi que l'ancienne numérotation, lorsque cette porte était au no 23). Cette maison a abrité l'atelier des sculpteurs François Perraud et de son fils Georges. Le premier, né à Nantes en 1849, a étudié à Paris, avant de revenir s'établir dans sa ville natale. Il a participé à l'achèvement de la décoration de la cathédrale et a sculpté un groupe de statues sur la façade de la gare de Nantes-État, l'Agriculture, le Commerce, la Navigation et l'Industrie. Il est également l'auteur, en 1909, de La Renommée qui orne la tour de l'ancienne usine LU. Son fils Georges réalise le monument aux morts d'Escoublac-La Baule en 1923, et, en 1926, la statue qui trône sur la colonne Louis-XVI, copie à l'identique de l'original de Dominique Molknecht.
En 1880, l'industriel Joseph Paris quitte la rue de la Juiverie pour s'installer rue Fouré. Il décide d'orienter son activité vers la construction métallique. Il s'associe avec son fils aîné pour créer l'entreprise « Jh. Paris et Fils ». En 1900, les locaux sont transférés boulevard Vincent-Gâche.